# ملوین کرول
ملوین کرول (انگلیسی: Melvin Krol؛ زادهٔ ۸ ژانویهٔ ۱۹۹۸) بازیکن فوتبال اهل آلمان است.
از باشگاه‌هایی که در آن بازی کرده‌است می‌توان به باشگاه ورزشی وردر برمن اشاره کرد.